# Дніпрова Евеліна Федорівна
Евеліна Федорівна Дніпро́ва (справжнє прізвище — Мерць; нар. ?, Бердянськ — пом. після 1931) — українська актриса.

## Біографія
Народилася в місті Бердянську (нині Запорізька область, Україна). Упродовж 1893—1895 років працювала у театрі «Соловцов» у Києві; у 1895—1901 роках у трупі Олександри Дюкової у Харкові. У 1901—1915 роках гастролювала у Луганську, Полтаві, Бахмуті, Ковелі. Померла після 1931 року.

## Ролі
- Ніна, Соня («Чайка», «Дядя Ваня» Антона Чехова);
- Лариса («Безприданниця» Олександра Островського);
- Олена («Чудаки» Максима Горького);
- Нора («Нора» Генріка Ібсена).